# Anět Saj
Anna Vjačeslavovna Sajdalijeva (rusky Aнна Вячеславовна Сайдалиева; * 10. srpna 1997 Volgodonsk), vystupující pod přezdívkou Anet Saj (rusky Анет Сай), je ruská zpěvačka a písničkářka.

## Životopis
Narodila se 10. srpna 1997 v Rostovské oblasti, ve městě Volgodonsk. V raném dětství žila se svými prarodiči ve vesnici Fabričnoje v Přímořském kraji a v 7 letech jim věnovala svoji první píseň. Hudební talent se u ní objevil již v dětství - ve volném čase vystupovala před místními lidmi s písněmi a básněmi vlastní tvorby a vyhrála i místní soutěž. Její rodiče si uměleckého zápalu všimli a zapsali dceru do zájmového kroužku výuky zpěvu, aby rozvíjela svůj talent.
Ve věku 14 let napsala Anet mnoho písní a již byla zkušenou zpěvačkou a skladatelkou.

V roce 2015 vyhrála soutěž krásy Miss Volgodonsk.
I přes dívčin úspěch v hudební oblasti, ji učitelé ve škole tvrdili, že z toho nic nebude, jelikož je v hudební branži velká konkurence. Anet tomu nevěřila a v 18 letech se rozhodla realizovat svoje sny a odjela do Moskvy. Z Biografie Anět Saj na webu nakladatelství Black Star (Černá hvězda).
V 18 letech začala studovat na univerzitě v Moskvě obor Komunikační manažer, později začala tento obor studovat dálkově, aby se mohla věnovat vlastní tvůrčí činnosti. Při studiích si vydělávala na živobytí v různých profesích (například v telefonním centru, v restauraci nebo jako hosteska na obchodních akcích), ale vždy se snažila najít takovou práci, která byla spojena s hudbou, a proto také pracovala v nahrávacím studiu a příležitostně se účastnila hudebních soutěží.
V roce 2019 úspěšně prošla konkurzem ve druhé sezóně pěvecké soutěže talentů s názvem Песни (Písně) televize TNT. Po prvním koncertu sice vypadla, ale svým vystoupením a projevem oslovila pracovníky nakladatelství Black Star (Černá hvězda), kteří podepsali smlouvu o spolupráci nejen s vítězem soutěže, ale také s Anet a několika dalšími umělci.

## Diskografie

### Studiová alba
| Rok  | Název                | Fonetický přepis  | Překlad            | Odkaz |
| ---- | -------------------- | ----------------- | ------------------ | ----- |
| 2021 | Любовь. Слезы. Движ. | Ljubov.Slezy.Dviž | Láska. Slzy. Pohyb | odkaz |

### Samostatné písně
| Rok  | Název                                  | Fonetický přepis     | Překlad          | Odkaz |
| ---- | -------------------------------------- | -------------------- | ---------------- | ----- |
| 2019 | Ты прекрасен                           | Ty prekrasen         | Ty jsi krásný    | odkaz |
| 2019 | Дыши (Anět Saj & AMCHI)                | Dyši                 | Duše             | odkaz |
| 2019 | Не опусти                              | Ně opusti            | Neodcházej       | odkaz |
| 2019 | Фотографируй глазами                   | Fotografiruj glazami | Fotografuj očima | odkaz |
| 2019 | Вызывай счастье                        | Vyzyvaj sčasťje      |                  | odkaz |
| 2019 | Не моя правда                          | Ně moja pravda       | Není moje pravda | odkaz |
| 2019 | Небо пополам                           | Něbo popolam         | Rozpůlená obloha | odkaz |
| 2020 | Проблемы                               | Problemy             | Problém          | odkaz |
| 2020 | Дотронься умом                         | Dotroňsja umom       | Dotkni myslí     | odkaz |
| 2020 | Мотылёк                                | Motyljok             | Motýlek          | odkaz |
| 2020 | Слёзы (Ze seriálu Пацанки)             | Sljozy               | Slzy             | odkaz |
| 2020 | Не реви                                | Ně revi              | Nebreč           | odkaz |
| 2021 | Не люблю? (Anět Saj & Niletto)         | Ně ljublju?          | Nemiluji?        | odkaz |
| 2021 | Передружба                             | Peredružba           | Předsudek        | odkaz |
| 2021 | Выходи (NLO & Anět Saj)                | Vychodi              | Odejdi           | odkaz |
| 2021 | Лавина/Цунами (HENSY & Anět Saj)       | Lavina/Cunami        | Lavina/Tsunami   | odkaz |
| 2021 | Созвездие (Anět Saj & Slame)           | Sozvezdije           | Souhvězdí        | odkaz |
| 2021 | Все не так (Ваня Дмитренко & Anět Saj) | Vse ně tak           | Takhle to není   | odkaz |
| 2022 | И теперь прорвермся                    | I těper prorvermsja  | A teď vyrazíme   | odkaz |
| 2022 | Грустные глаза (baur karbon & Anět Saj | Grustnyje glaza      | Smutné oči       | odkaz |
| 2022 | Разбуди                                | Razbudi              | Vzbuď mě         | odkaz |
| 2022 | Невеста                                | Něvěsta              | Nevěsta          | odkaz |

### Videoklipy
| Rok  | Název                                                           | Fonetický přepis                                | Překlad                                   | Odkaz |
| ---- | --------------------------------------------------------------- | ----------------------------------------------- | ----------------------------------------- | ----- |
| 2018 | Ищи по запаху                                                   | Išči po zapachu                                 | Pátrej po vůni                            | odkaz |
| 2018 | Вдыхай                                                          | Vdychaj                                         | Vdechni                                   | odkaz |
| 2019 | Не опусти                                                       | Ně opusti                                       | Ně opusti                                 | odkaz |
| 2019 | Фотографируй глазами                                            | Forografiruj glazami                            | Fotografuj očima                          | odkaz |
| 2019 | Не моя правда (Náladové video)                                  | Ně moja pravda                                  | Není moje pravda                          | odkaz |
| 2020 | Мотылёк                                                         | Motyljok                                        | Motýlek                                   | odkaz |
| 2020 | Слёзы                                                           | Sljozy                                          | Slzy                                      | odkaz |
| 2020 | Слёзы (Akustická verze)                                         | Sljozy                                          | Slzy                                      | odkaz |
| 2021 | Не реви                                                         | Ně revi                                         | Nebreč                                    | odkaz |
| 2021 | Песня из комментариев: Ножи в наших сердцах (hostující Pacanki) | Pěsnaj iz kommentarijev: Noži v našich serdcach | Píseň z komentářem: Nože v našich srdcích | odkaz |
| 2021 | Не люблю? (hostující Niletto)                                   | Ně ljublju?                                     | Nemiluji?                                 | odkaz |
| 2021 | Выходи (hostující NLO)                                          | Vychodi                                         | Odejdi                                    | odkaz |
| 2021 | Прости (Náladové video)                                         | Prosti                                          | Promiň                                    | odkaz |
| 2021 | Доверяла (hostující Anja Zagvozdkina)                           | Doverjala                                       | Věřila                                    | odkaz |
| 2021 | В летних кроссах (náladové video)                               | V letnich krossach                              | V letních teniskách                       | odkaz |

## Ocenění a nominace
| Rok  | Cena                                                                                  | Kategorie                                     | Výsledek  | Poznámky    |
| ---- | ------------------------------------------------------------------------------------- | --------------------------------------------- | --------- | ----------- |
| 2019 | Best Blogger Awards (Cena pro nejlepšího blogera)                                     | Выбор портала Popcake (Výběr portálu Popcake) | vítězství | [ 4 ]       |
| 2019 | European Beauty & Health Award Aurora 2019 (Evropská cena krásy a zdraví Aurora 2019) | Лучший старт (Nejlepší start)                 | vítězství | [ 5 ] [ 6 ] |